# 渭伊神社
渭伊神社（いいじんじゃ）は、静岡県浜松市浜名区引佐町（いなさちょう）井伊谷（いいのや）にある神社。式内社で、旧社格は郷社。

## 祭神
現在の祭神は次の3柱。
- 品陀和気命（ほんだわけのみこと）
- 息長足比売命（おきながたらしひめのみこと）
- 玉依比売命（たまよりひめのみこと）

## 歴史

### 創建

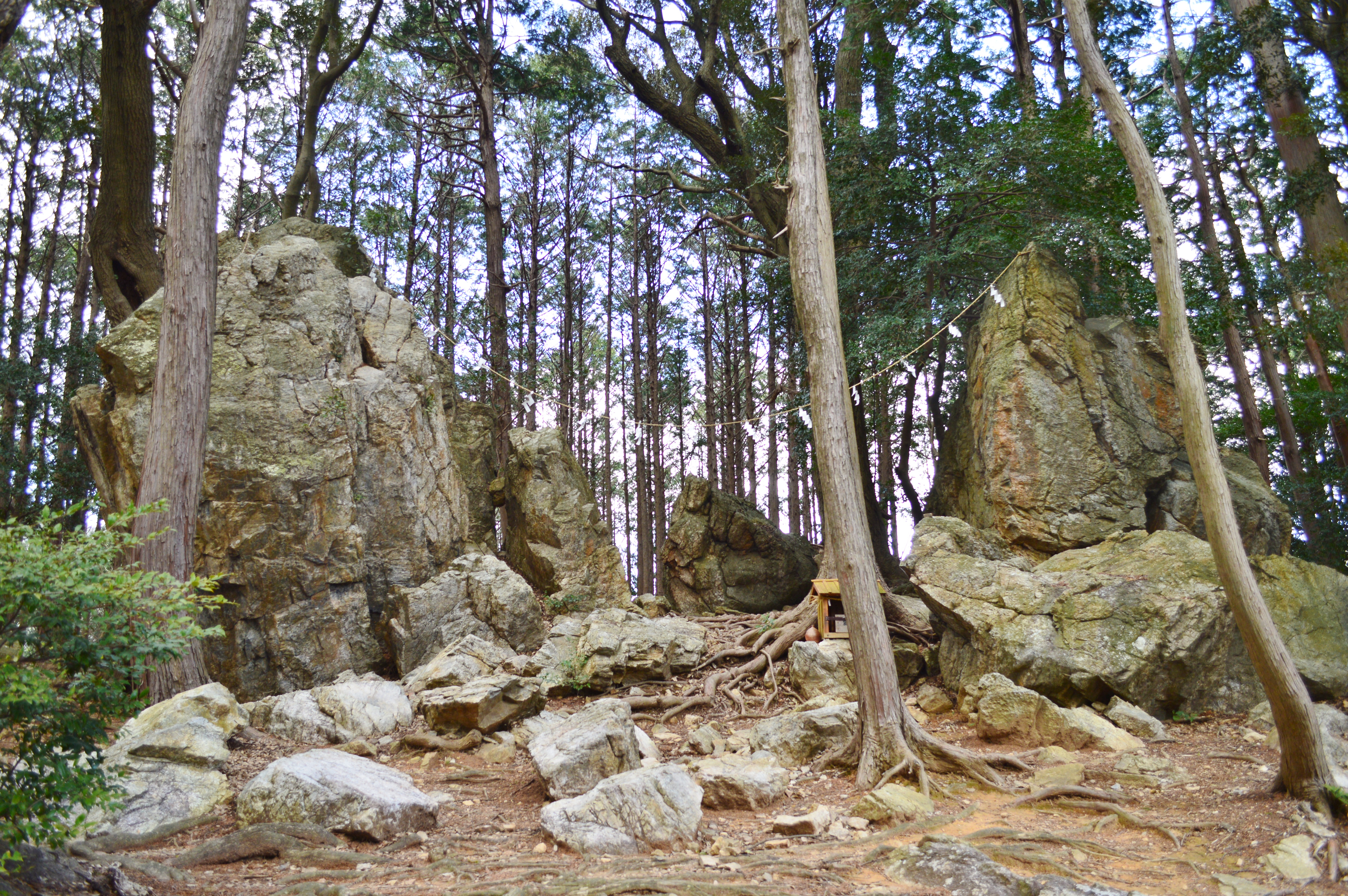
天白磐座遺跡（静岡県指定史跡）

創建は不詳。社殿後背の薬師山山頂には磐座祭祀遺跡である天白磐座遺跡（静岡県指定史跡「渭伊神社境内遺跡」）があり、発掘調査において古墳時代の遺物が検出されていることから、この天白磐座遺跡の延長として創建されたとする説がある。そして享禄年間（1528-1532年）には、龍潭寺付近にあった八幡宮が合祀されたという。
一方、八幡宮と渭伊神社は同一神社であり享禄年間に龍潭寺付近から遷座したものであるとして、渭伊神社は天白磐座遺跡と連続しないとする説も挙げられている。この説では、龍潭寺付近の井戸（伝井伊共保公出生井）を聖井とする「井神社」が本来の性格になると指摘される。

### 概史
日本三代実録の貞観8年（866年）12月の条に「蟾渭神」の神階が正六位上から従五位下に昇叙される旨が記載されており、『遠江国風土記伝』ではこの「蟾渭神」を当社の旧名とする。
延長5年（927年）成立の『延喜式』神名帳では、遠江国引佐郡に「渭伊神社」と記載され、式内社に列している。
大永6年（1526年）には「井伊郷八幡宮」の梵鐘が鋳造され、大永8年（1528年）には鰐口が奉納された。また前述のように、享禄年間（1528-1532年）には、龍潭寺付近にあった八幡宮を合祀（または渭伊神社そのものが遷座）したという。
江戸時代の朱印地は15石で、当地の領主である旗本の井伊谷近藤家から崇敬された。正徳4年（1714年）には彦根藩主の井伊直興が社参している。
明治維新後、近代社格制度では郷社に列している。

### 神階
- 貞観8年（866年）12月26日、正六位上から従五位下（『日本三代実録』） - 表記は「蟾渭神」。

## 境内

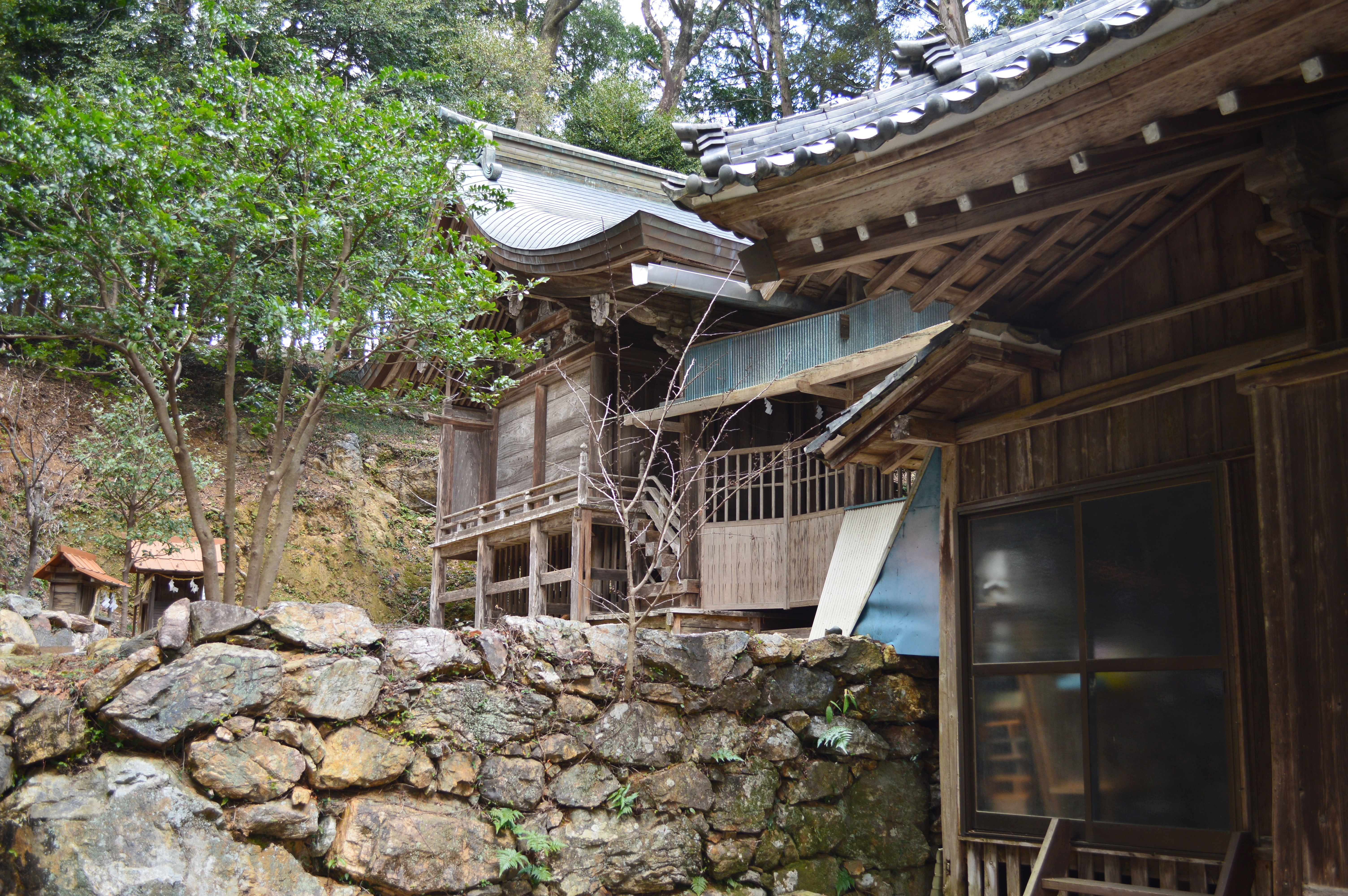
本殿
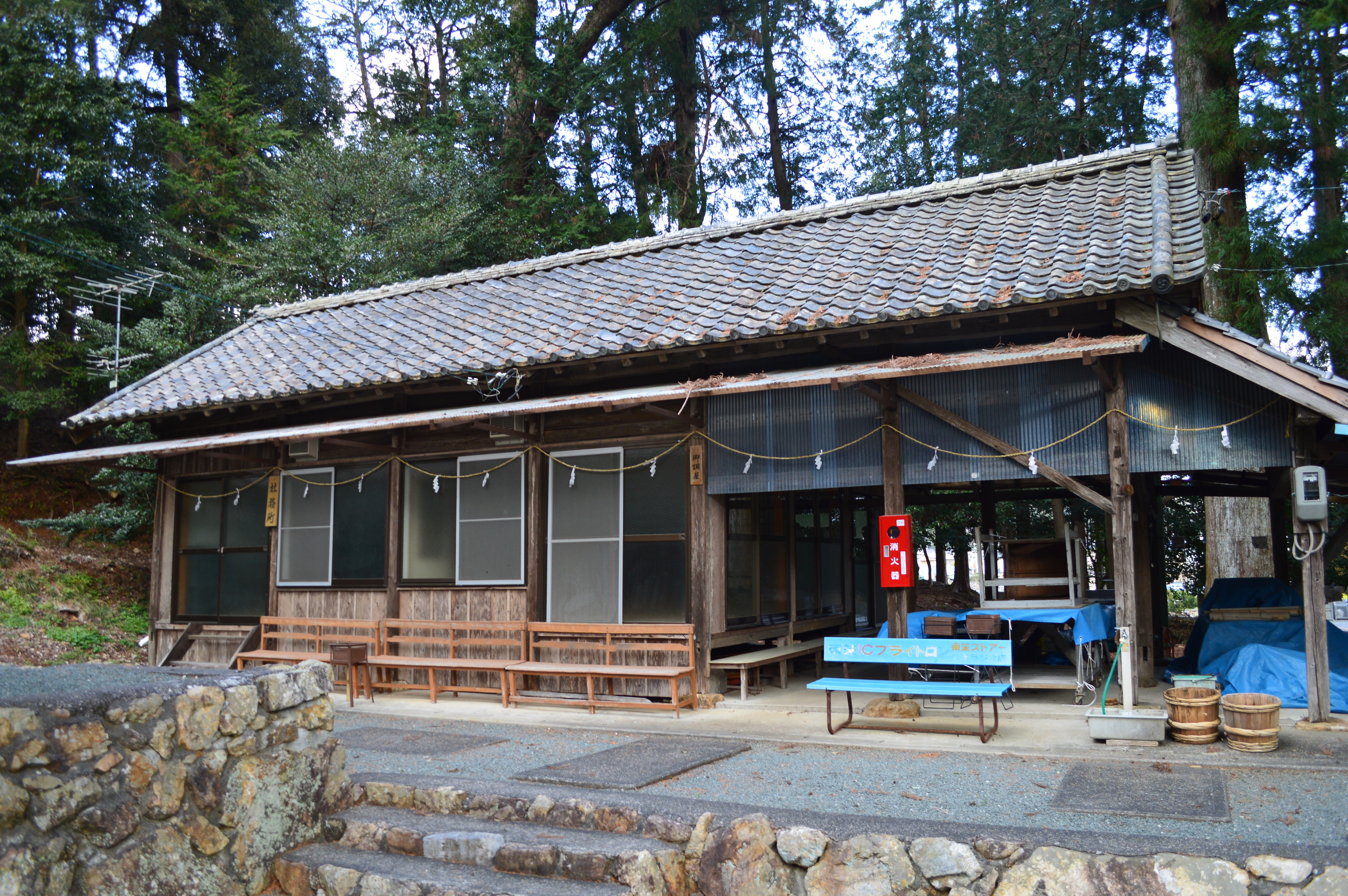
社務所
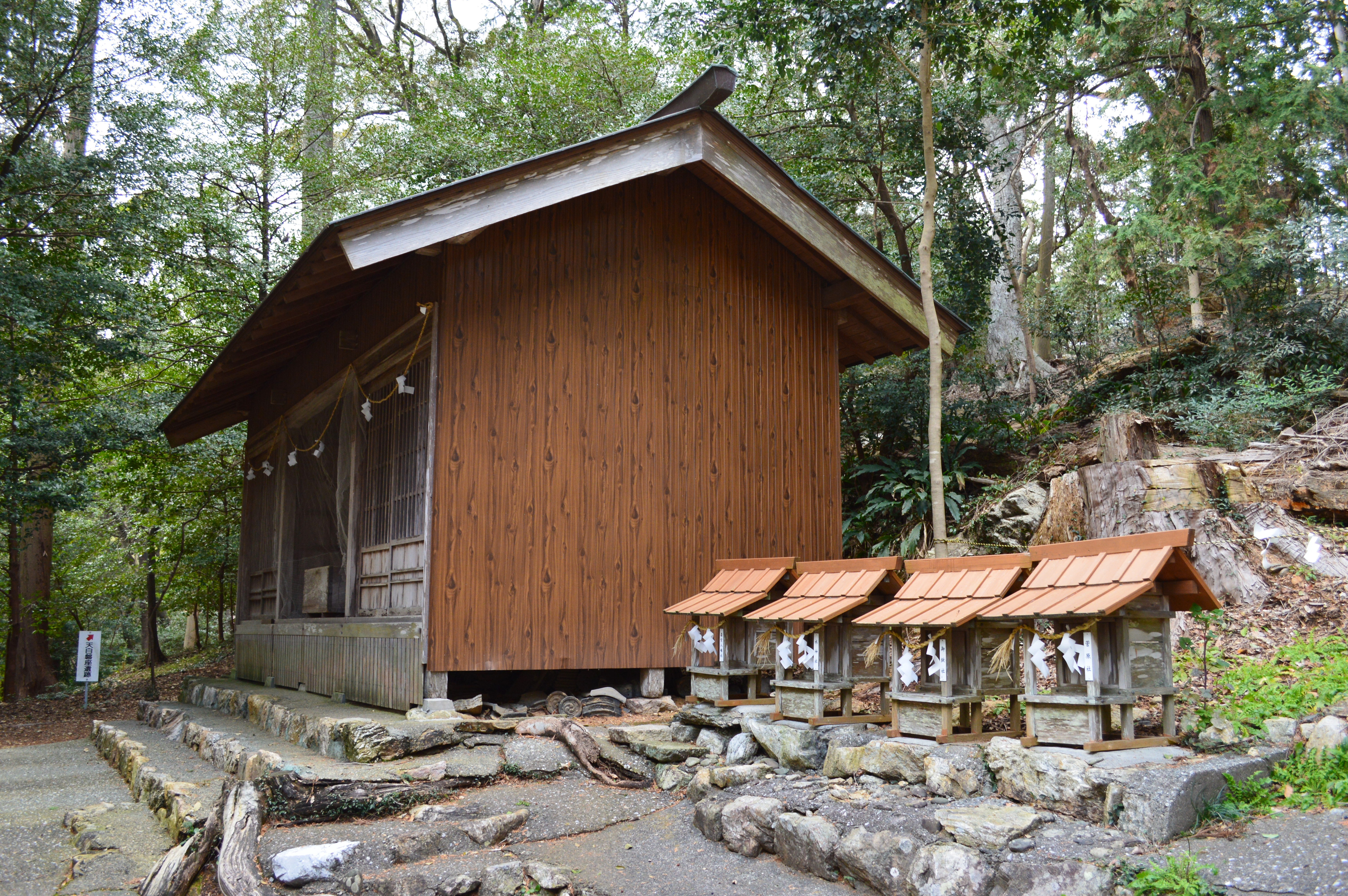
境内社

## 文化財

### 静岡県指定文化財
- 史跡
  - 渭伊神社境内遺跡 - 「天白磐座遺跡」参照。1992年（平成4年）3月17日指定[6]。